# Ali Turap Bülbül
Ali Turap Bülbül (* 25. Januar 2005 in Düzce) ist ein türkischer Fußballspieler, der aktuell als Leihspieler von Galatasaray Istanbul bei Ümraniyespor in der TFF 1. Lig unter Vertrag steht.

## Karriere

### Vereine
Bülbül kam mit elf Jahren in die Jugend von Galatasaray Istanbul. Bereits im Sommer 2022 trainierte er mit der Profimannschaft beim Trainingslager in Österreich. In der Saison 2022/23 war er dennoch Stammspieler in der U19-Mannschaft des Vereins, spielte in der UEFA Youth League und in der Liga, wo man Vizemeister wurde. Zudem wurde er zu Beginn der Spielzeit in der Reserveliga für die zweite Mannschaft eingesetzt. Nach sieben Jahren in der Jugend der Gelb-Roten, wurde der Rechtsverteidiger in die erste Mannschaft berufen. In seiner ersten Saison bei den Profis kam Ali Turap am 7. Januar 2024 zu seinem Süper-Lig-Debüt. Bülbül wurde beim 3:0-Heimsieg gegen Konyaspor in der Nachspielzeit für Kerem Demirbay eingewechselt. Insgesamt spielte er 2023/24 dreimal in der höchsten türkischen Spielklasse, zweimal im Pokal und bestritt sämtliche A-Junioren-Partien. Mit den Profis gewann er den Meistertitel und wurde mit der U19-Mannschaft Dritter in der Liga. Nach den ersten drei Ligaspieltagen wurde Bülbül für den Rest der Saison 2024/25 an den Zweitligisten Ümraniyespor verliehen.

### Nationalmannschaft
2019 spielte Ali Turap Bülbül für die türkischen Nachwuchsnationalmannschaften der Altersklassen U14 und U15. Von 2021 bis 2022 kam der Verteidiger für die U17-Nationalmannschaft in 21 Länderspielen zum Einsatz, in denen ihm ein Tor gelang. Seine letzten drei Einsätze absolvierte er bei der U17-EM im Mai 2022, als er in allen Gruppenspielen in der Startelf stand, bis er mit dem Team ausschied. Über zwei Jahre später nahm er mit dem U19-Team an der U19-Europameisterschaft 2024 teil, bei der er auch gesetzt war und in allen vier Spielen bis zur Niederlage in der Zwischenrunde von Anfang an auf dem Feld stand.

## Erfolge
Galatasaray Istanbul
- Türkischer Meister: 2024